# Ле-Пеаж-де-Русийон
Ле-Пеаж-де-Русийон (фр. Le Péage-de-Roussillon) — коммуна во Франции, находится в регионе Рона — Альпы. Департамент коммуны — Изер. Входит в состав кантона Русийон. Округ коммуны — Вьен.
Код INSEE коммуны — 38298. Население коммуны на 2007 год составляло 6569 человек. Населённый пункт находится на высоте от 134 до 263 метров над уровнем моря. Муниципалитет расположен на расстоянии около 430 км юго-восточнее Парижа, 45 км южнее Лиона, 80 км западнее Гренобля. Мэр коммуны — Christine Masson, мандат действует на протяжении 2008—2014 гг.
Динамика населения (INSEE):